# Anton Elofsson
Anton Elofsson är en svensk idrottare från Lidköping som tävlar i Team Pergamon och vunnit världsmästerskap i 3-manna-bowling för hörselskadade samt ett flertal EM-guld.
Hans största meriter är 3 EM-Guld, 1 VM-Guld och 2 OS-brons. Han vann även årets nykomling 2009 i dövidrotten.